# Schotia brachypetala
Schotia brachypetala:  schotia llorona ("weeping schotia") es una especie fanerógama de  árbol de la familia Fabaceae (de las legumbres) y en la subfamilia Caesalpinioideae. Tiene muchos nombres comunes, incluyendo: árbol loro ("parrot tree"), árbol loro borracho ("drunken parrot tree"), "weeping boerbean", "Huilboerboon", árbol fucsia ("tree fuchsia"), y nogal africano ("African walnut").

## Hábito
Es un árbol de mediano a grande, extendido, crece hasta 20 metros, pero más comúnmente de 5 a 10 metros dependiendo de las condiciones. La extensión de la copa puede variar entre 5 y 15 metros. Los árboles que crecen en suelos pobres o en condiciones muy secas tienden a ser más pequeños (aproximadamente 5 m de alto con una extensión de la copa de 5 m) y con el follaje más espeso. La forma del tronco varía de los especímenes con un único tronco hasta los ejemplares de ramas bajas con troncos múltiples. Las hojas son compuestas, consistentes de cuatro a ocho pares de foliolos, cada uno con un margen entero, ondulado unido al tallo. La corteza es lisa y varía del gris al café claro de árbol a árbol. Las flores son numerosas, de rojo profundo, y llenas de néctar. Las flores generalmente aparecen en primavera, sin embargo las épocas exactas de floración varían de árbol en árbol. El fruto es una vaina leñosa dura pequeña que se divide en el árbol liberando la semilla contenida adentro.

## Distribución
Es nativo de las partes meridionales de África, principalmente en regiones subtropicales. Su punto más septentrional es en el límite de la meseta de  Mashonaland justo al sur del valle Zambeze en Zimbabue aproximadamente a 17°S. Crece hacia el sur hacia las partes orientales de Sudáfrica, generalmente no cerca de la costa pero usualmente en colinas lejos de los vientos costeros y más al interior. Su punto más austral es al suroeste de East London en la Provincia Oriental del Cabo en Sudáfrica a aproximadamente 33°S. Es un árbol de bosque abierto más de que de bosque espeso.

## Ecología
La schotia llorona es común pero está usualmente dispersa entre otros árboles dominantes del bosque. Crece mejor cuando hay abundante lluvia de verano y prefiere una marcada ola fresca durante su período de descanso de invierno. En Zimbabue está distribuida en altitudes sobre los 1200 m s. n. m. en áreas con más de 700 mm de lluvias anuales, usualmente en bosques de Brachystegia, mientras los mejores especímenes crecen en las tierras de mediana altura de KwaZulu-Natal a una altitud de aproximadamente 900 - 1200 metros. 
Tierra adentro es usualmente caducifolio, especialmente donde la estación de invierno es muy seca o hay riesgo de heladas. El árbol obtiene sus nuevas hojas en primavera, usualmente de principios a mediados de septiembre. Las nuevas hojas son rojas brillosas muy vistosas como con muchos árboles de la sabana. El color rojo se descolora pasando por el bronce al verde oscuro en un período de 7–10 días. Las flores rojas se producen después de que nacen las nuevas hojas durante septiembre y octubre y son muy atractivas para las abejas. A veces producen tanto que gotean fuera de las flores.

## Importancia económica y cultura

### Estudios farmacológicos
Un estudio de 2018 ha comprobado que el extracto de las hojas reduce los niveles de β-amiloide, un péptido que contribuye a la progresión de la enfermedad de Alzheimer a través de la formación de placas amiloides tóxicas en el cerebro.

## Nombres alternativos

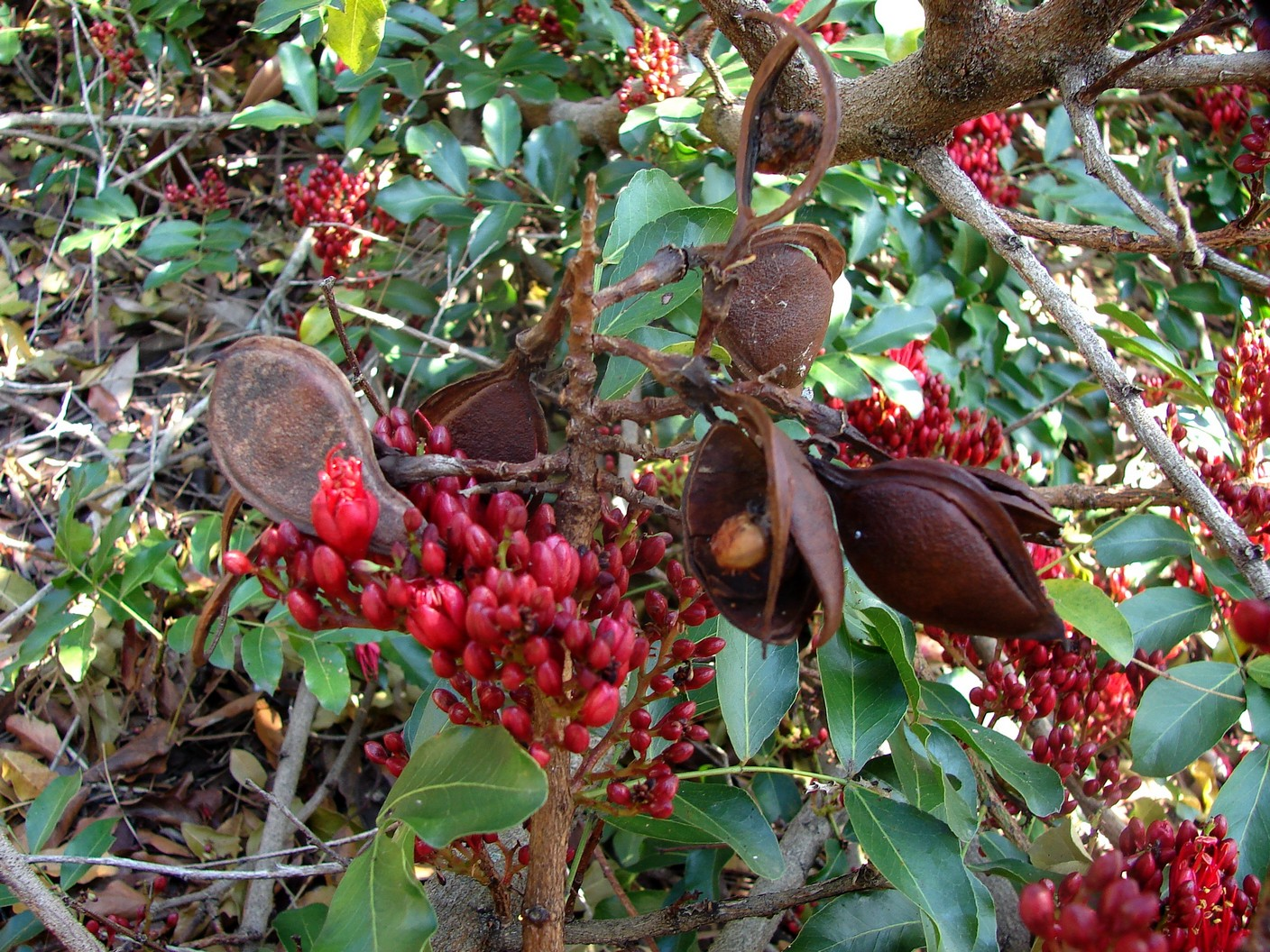
Flores del árbol loro borracho.

El nombre común de árbol loro deriva de los grandes números de loros atraídos al árbol durante la temporada de floración. El nombre común de árbol loro borracho deriva del hecho de que las flores individuales contienen tanto néctar que tienen la tendencia a fermentarse antes de que las aves puedan comerlo todo, resultando en un ligero efecto narcótico en las aves. La etiqueta "llorón" en algunos de sus nombres comunes se refiere a las copiosas cantidades de néctar que pueden gotear fuera de las flores envés de una tendencia del follaje a "derramarse" o "inclinarse".

## Cultivo
Schotia es un árbol fácil de cultivar, y es remarcablemente resistente tanto en suelos pobres como en condiciones muy secas. Las condiciones adversas afectan en el ritmo de crecimiento, en condiciones pobres reduciendo considerablemente la velocidad de crecimiento. En suelos de buena calidad, bien drenados, con abundancia de humedad el árbol crece muy rápidamente, alcanzando 5 metros en unos pocos años. Está en realidad ampliamente cultivado fuera de su rango natural en climas subtropicales y de clima templado con inviernos suaves, particularmente en Australia, donde es un árbol común de calle. También se le ha plantado en España